# Tái bảo hiểm
Tái bảo hiểm là việc chuyển rủi ro từ một doanh nghiệp bảo hiểm (bên nhượng tái bảo hiểm) sang một doanh nghiệp bảo hiểm khác (bên nhận tái bảo hiểm). Nó cho phép bên nhượng tái bảo hiểm giảm rủi ro bảo hiểm. Đơn giản có thể nói là đó việc  bảo hiểm cho một doanh nghiệp bảo hiểm.  Với nhiệm vụ trên, tái bảo hiểm giúp ổn định kinh doanh cho các công ty bảo hiểm, giúp cho doanh nghiệp bảo hiểm không cần tăng vốn và tạo điều kiện cho các công ty này có thể nhận bảo hiểm cho những rủi ro vượt quá khả năng tài chính của mình. 

## Định nghĩa
Việc tái bảo hiểm cũng được gọi là bảo hiểm cho công ty bảo hiểm. Hình thức bảo hiểm này được đưa ra để chuyển giao rủi ro đơn lẻ hoặc toàn bộ danh mục đầu tư (một số lượng lớn các rủi ro riêng lẻ có phạm vi bảo hiểm giống nhau). Trong khuôn khổ các điều kiện đàm phán trong quan hệ tái bảo hiểm, các rủi ro  được công ty bảo hiểm chuyển giao tất cả hoặc một phần cho công ty bảo hiểm khác (công ty nhận chuyển nhượng, thường là một công ty chuyên về tái bảo hiểm). Hợp đồng tái bảo  lập. Mối quan hệ hợp đồng giữa công ty bảo hiểm và người bảo hiểm không bị ảnh hưởng bởi hợp đồng tái bảo hiểm. Công ty bảo hiểm gốc vẫn có nghĩa vụ tự mình phải trả cho người được bảo hiểm quyền lợi theo hợp đồng bảo hiểm. Mặt khác, trong trường hợp có thiệt hại, hãng bảo hiểm gốc sẽ nhận được các khoản bồi hoàn (hay một phần) từ bên tái bảo hiểm, trong phạm vi rủi ro xảy ra đã được tái bảo hiểm. 
Có 2 phương thức tái bảo hiểm:
- Tái bảo hiểm theo tỉ lệ (proportional Reinsurance): phân chia số tiền bảo hiểm, trách nhiệm bồi thường và phí bảo hiểm giữa công ty nhượng tái bảo hiểm và công ty nhận tái bảo hiểm theo một tỉ lệ nhất định trên cơ sở thỏa thuận.
- Tái bảo hiểm phi tỉ lệ ( non-proportional Reinsurance): Còn gọi là tái bảo hiểm vượt mức bồi thường. Phân bổ trách nhiệm bồi thường theo hạn mức thỏa thuận. Công ty nhượng tái bảo hiểm sẽ giữ lại với một hạn mức trách nhiệm nhất định ( deductible hoặc excess point). Vượt quá hạn mức này công ty nhận tái bảo hiểm sẽ chịu trách nhiệm bồi thường cho công ty nhượng tái bảo hiểm.
Có 2 hình thức tái bảo hiểm:
- Tái bảo hiểm tạm thời (facultative Reinsurance): Là giao dịch tái bảo hiểm cho từng đơn bảo hiểm riêng lẻ.
- Tái bảo hiểm cố định ( treaty Reinsurance ): Là giao dịch tái bảo hiểm cho cả danh mục đơn bảo hiểm có cùng phạm vi bảo hiểm, trong suốt một thời gian dài, thường là 1 năm.